# Bournainville-Faverolles

Bournainville-Faverolles este o comună în departamentul Eure, Franța. În 1 ianuarie 2022 avea o populație de 486 de locuitori.